# Sun Records

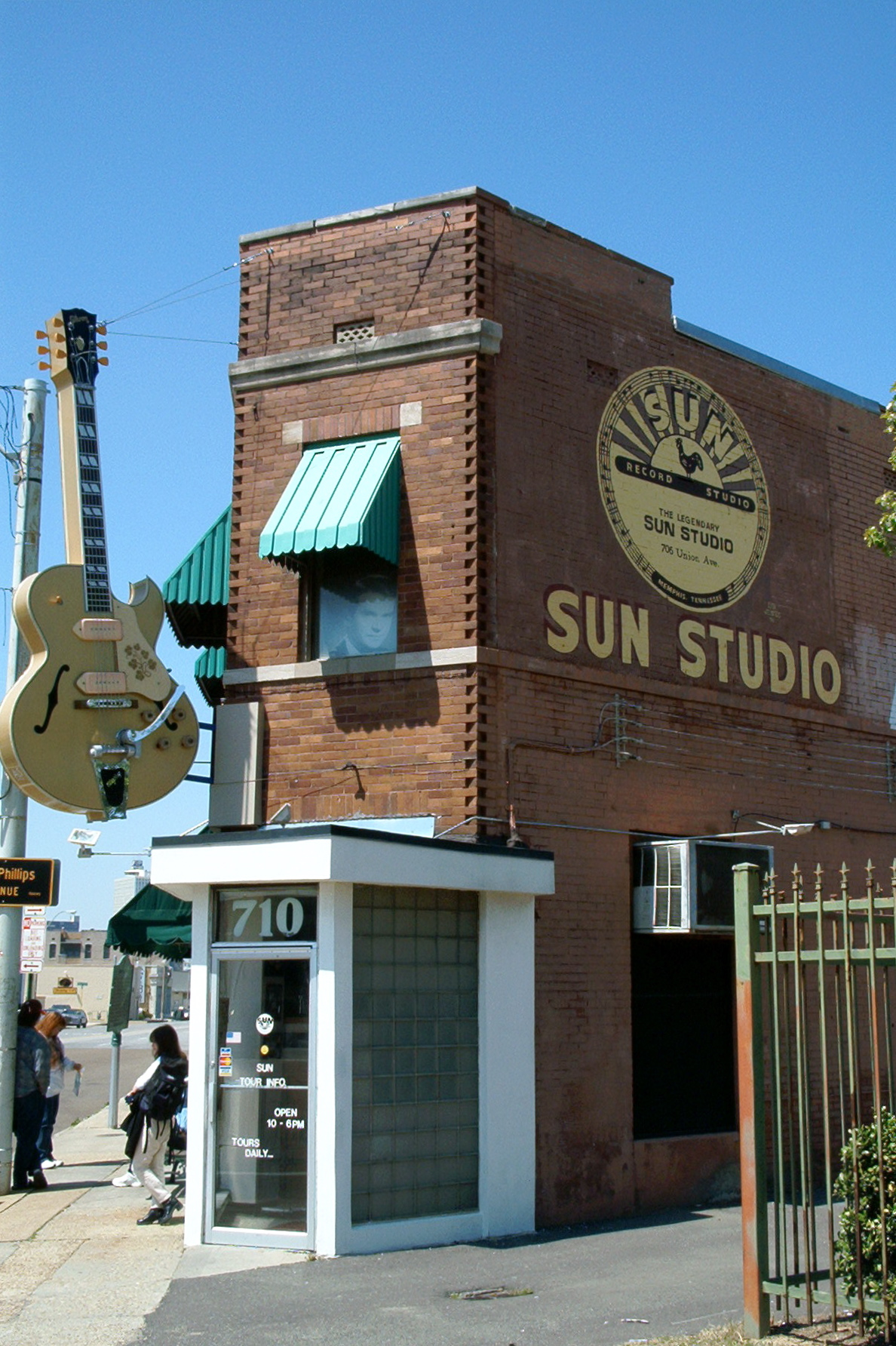
Sun Studio (2002)

Sun Records ist ein US-amerikanisches Independent-Label, das 1952 von dem Hobbymusiker Sam Phillips in Memphis, Tennessee, gegründet wurde. Das Label war trendsetzend für die Entwicklung des Rhythm and Blues, der Rockabilly- und der Rock-’n’-Roll-Musik.

## Produktionen für andere Plattenlabels
Bevor Autodidakt Samuel Cornelius Phillips die Idee eines eigenen Plattenlabels umsetzte, eröffnete er am 3. Januar 1950 in einem ehemaligen Heizungsreparaturladen in der 706 Union Avenue das Tonstudio Memphis Recording Service. In diesem Studio wurden mit einem transportablen Direktaufnahmegerät Presto PT900 und 6N, das unmittelbar auf Schallplatte aufnahm, ausschließlich Aufnahmen für fremde Plattenlabels produziert.
Die ersten Aufnahmen im neuen Studio machte im Juli 1950 Joe Hill Louis mit Gotta Let You Go / Boogie in the Park, das im August 1950 erschien. Der erste kommerzielle Auftrag für eine Aufnahme kam von Modern Records, für die der noch unbekannte Blues-Sänger B. B. King im Juli 1950 die Studios besuchte. Er spielte vier Titel ein, die als Mistreated Woman / B.B. Boogie (RPM #304) und The Other Night Blues / Walkin’ And Cryin’ (RPM #311) auf zwei Singles verteilt wurden. Am 27. Juli 1950 entstand I Feel Like A Million / Heartache Baby für Joe Hill Louis (Modern #795).

Joe Hill Louis – Gotta Let You Go
B.B. King – Mistreated Woman
Lost John Hunter & His Blind Cats – Cool Down Mamma
Jackie Brenston – Rocket 88

Von da an waren die Auftragsbücher des jungen Tonstudios gut gefüllt. Phillips orientierte sich in der folgenden Zeit zunächst stark am Rhythm and Blues; seine Künstler waren fast ausschließlich Schwarze, was im sozialen Klima der damaligen Südstaaten nicht einfach war.
Am 5. August 1950 entstanden Cool Down Mamma / Schoolboy von Lost John Hunter & His Blind Bats (FourStar #3726) und Save a Little Love for Me / Skunk Hollow Boogie vom weißen Country-Musiker Slim Rhodes (Gilt-Edge #5015). Modern Records blieb mit B. B. King, Rosco Gordon und Big Walter Horton weiterhin Hauptkunde des Tonstudios. Am 8. Januar 1951 war King erneut im Studio, um Don’t You Want a Man Like Me / My Baby’s Gone (RPM #318) aufzunehmen. Im Februar 1951 nahm Rosco Gordon City Women / Roscoe‘s Boogie (RPM #322) auf; die Single erschien im April 1951.
Am 5. März 1951 entstand dort auch das als erste Rock-’n’-Roll-Aufnahme geltende Rocket “88” von Jackie Brenston mit Komponist Ike Turner am Klavier. Die Platte wurde von Chess Records (#1458) vertrieben.
King nahm im Januar und Mai 1951 B B Blues / She’s Dynamite (RPM #323) auf. In seinen frühen Sun-Sessions fungierte B. B. King jedoch kaum als Blues-Sänger, da seine und Calvin Newborns Gitarren Kings Stimme übertönten. Am 30. April 1951 wurde der Terminplan des Studios von Joe Hill Louis erweitert, der hier Gotta Go Baby / Big Legged Woman (Modern #839) aufnahm. Am 14. Mai 1951 kam Howlin’ Wolf in die Studios, um Moanin’ at Midnight / How Many More Years aufzunehmen (Chess #1479, August 1951). Ein Teil der bisherigen Aufnahmen war durch zwei aufnahmetechnische Eigenheiten geprägt. Einerseits wurden die Stimmen oft mit übermäßig viel Echo unterlegt, andererseits wurde der Tonpegel leicht übersteuert, sodass ein verzerrter Höreindruck entstand.

## Eigenes Plattenlabel

Johnny London – Drivin’ Slow
Rufus Thomas – Bear Cat
Prisonaires – Just Walking In the Rain
Elvis Presley – That’s All Right

Am 27. März 1952 gründete Phillips mit Sun Records sein eigenes Plattenlabel. Auf diese Weise blieben sowohl die Produktions- als auch die Vertriebseinnahmen in einer Hand. Erste Platte im Katalog (Sun #174) war die am 1. März 1952 entstandene Single Blues in My Condition / Sellin’ My Whiskey für „Little“ Walter Horton, die jedoch wegen Kritik der Radiostationen unveröffentlicht blieb. Erst Sun #175 mit Johnny London und den Titeln Drivin‘ Slow / Flat Tire erschien im März 1952 offiziell in den Plattenläden. Am 8. März 1953 produzierte Phillips mit dem örtlichen Radio-DJ Rufus Thomas den Titel Bear Cat (#181, veröffentlicht am 4. April 1953), der als Antwort-Song auf Big Mama Thorntons zuvor erschienene Platte Hound Dog konzipiert war. Phillips hatte den Text des Originals leicht verändert und ließ sich als Komponist registrieren. Durch die auffällige Ähnlichkeit auch der Melodie zu Hound Dog wurde Sun Records im August 1953 von Peacock Records wegen Urheberrechtsverletzung verklagt und Peacock gewann. Sam Phillips musste deswegen an Peacock Records zwei Cents pro verkaufter Platte zahlen und überwies letztlich eine Summe von etwa 20.000 US-Dollar Schadensersatz, was den Schluss auf etwa eine Million Plattenumsätze zulässt. Bear Cat war der erste Titel, der von Sun Records in eine Hitparade gelangte (Platz drei der Rhythm-&-Blues-Charts).
Am 1. Juni 1953 nahm Phillips den Gesang von fünf Strafgefangenen auf, die sich ihrer Situation entsprechend The Prisonaires nannten und ihren selbstkomponierten Titel Just Walking in the Rain präsentierten, der am 8. Juli 1953 auf den Markt kam und über 250.000 Mal verkauft wurde. Sie erhielten vom Gouverneur die Erlaubnis, das Gefängnis zu verlassen und im Tonstudio aufzunehmen. Eine spätere Coverversion von Johnnie Ray erbrachte einen Umsatz von zwei Millionen Exemplaren. 1954 wurde das Studio mit zwei Ampex-350-Geräten aufgerüstet.

## Die Entdeckung Presleys

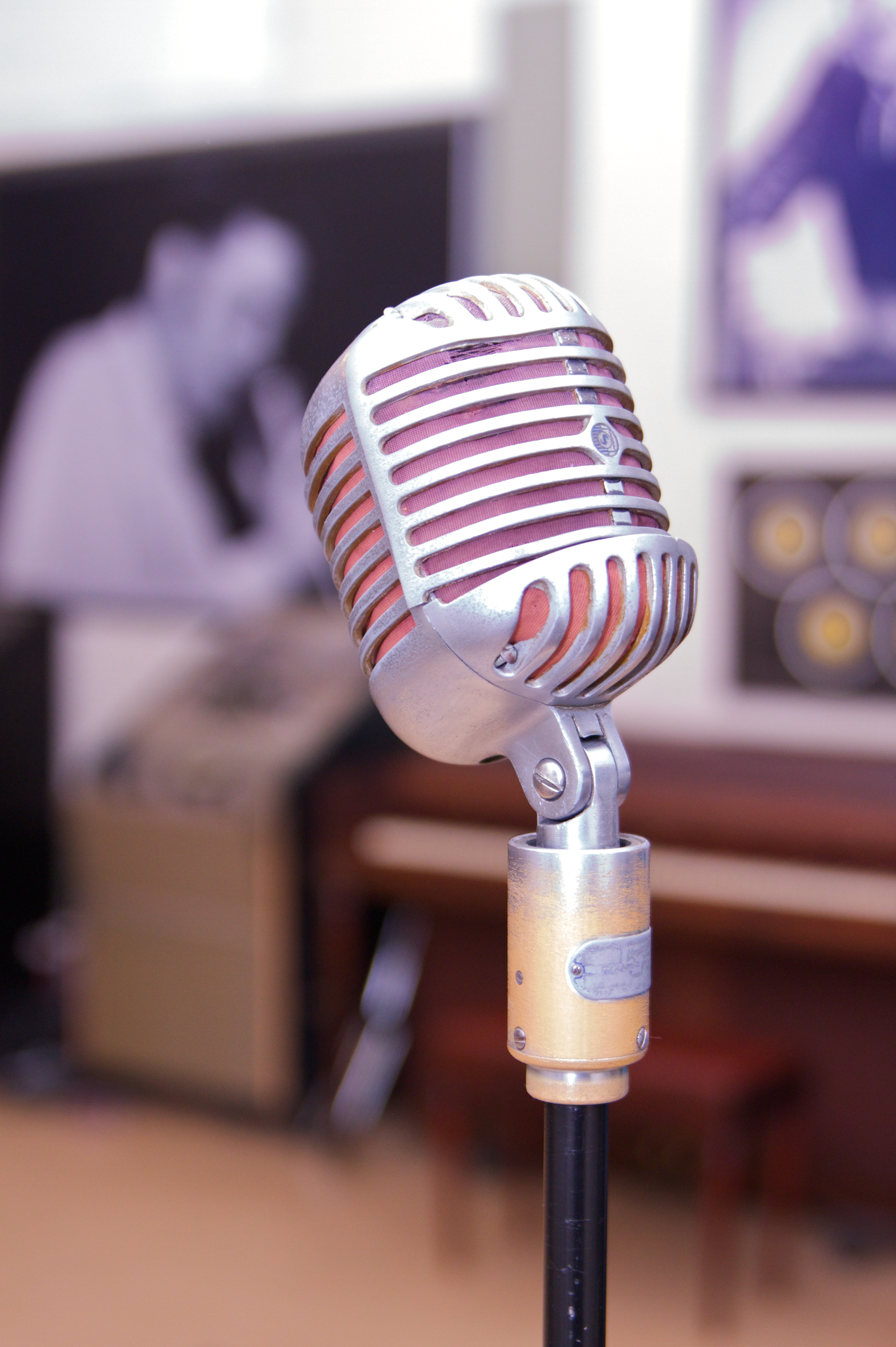
Von Elvis Presley verwendetes Shure 55S-Mikrofon

Im August 1953 kam Elvis Presley ins Tonstudio, um mit My Happiness und That’s When Your Heartaches Begin eine Platte für private Zwecke zu besingen. Am 4. Januar 1954 nahm Presley Casual Love Affair und I’ll Never Stand in Your Way auf und traf dabei auf Sam Phillips. Am 27. Juni 1954 lernte Presley seine Begleitmusiker Scotty Moore und Bill Black kennen, die gemeinsam für die folgende Woche einige Songs einübten.
Am 5. Juli 1954 fand Presleys erste kommerzielle Aufnahmesession bei Sun Records statt. Die erste Aufnahme war Harbor Lights, dann folgten I Love You Because und That’s All Right. Am nächsten Tag wurde Blue Moon of Kentucky eingespielt. Am 7. Juli 1954 präsentierte der Radio-DJ Dewey Phillips, der nicht mit Sam Phillips verwandt war, beim Memphis-Sender WHBQ als erster eine Platte von Elvis Presley, und zwar die Demo-Aufnahme von That’s All Right. Als am 19. Juli 1954 That’s All Right / Blue Moon Of Kentucky auf Sun #209 erschien, begann die Karriere von Elvis Presley – allerdings mit knapp 20.000 verkauften Exemplaren eher bescheiden. Presley behielt den überwiegend regionalen Charakter, solange er bei Sun Records unter Vertrag blieb.

## Andere bekannte Sun-Künstler

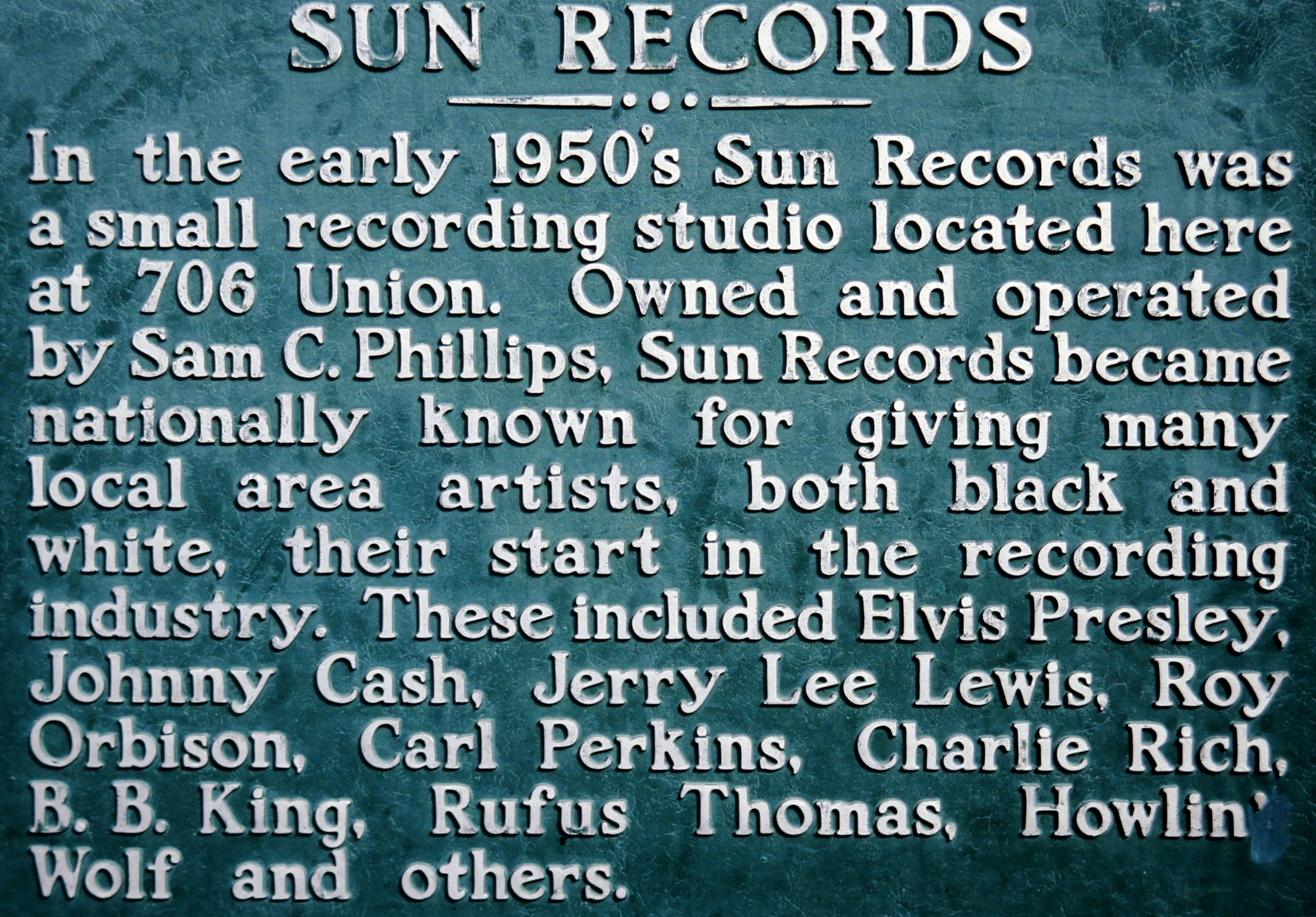
Sun-Records-Gedenktafel

„Ich suchte nach Leuten, die entrechtet waren. Sie waren politisch und wirtschaftlich entrechtet, und – um die Wahrheit zu sagen – sie waren auch musikalisch entrechtet“, sagte Phillips in einem Interview über die Suchrichtung für seine Talente. Aufmerksam geworden durch den noch bescheidenen Erfolg von Elvis Presley, zog es einige Talente in Richtung Memphis.
Von den späteren großen Stars kam als erster Johnny Cash in die Studios, um zunächst Gospelmusik vorzuspielen. Am 22. März 1955 entstand mit Hey! Porter und im Mai 1955 nach 35 Takes Cry, Cry, Cry (#221). Letzterer Titel erreichte nach Veröffentlichung am 21. Juni 1955 Rang 14 der Country-Charts. Ende Juli nahm Cash den Titel Folsom Prison Blues auf, der im Dezember 1955 veröffentlicht wurde und auf Platz vier der Country-Charts stieg. Johnny Cash übertraf die Plattenumsätze von Elvis Presley bei weitem, solange dieser bei Sun Records unter Vertrag stand.
Als nächster erschien Carl Perkins, der am 11. Juli 1955 Let The Jukebox Keep On Playing / Gone, Gone, Gone (#224) aufnahm. Am 27. März 1956 entsteht von Roy Orbison Ooby Dooby, das mit Go! Go! Go! auf Sun #242 im Mai 1956 veröffentlicht und 350.000 Mal verkauft wurde. Der Song wurde im Februar 1955 von Dick Penner und Wade Moore geschrieben, die im April 1957 als Wade & Dick unter Sun #269 die Single Bop Bop Baby veröffentlichten. Orbisons Erfolg bei Sun Records war jedoch begrenzt, da er sich mit Sam Phillips weder über das zu verwendende Songmaterial noch über die Stilrichtung seiner Musik einigen konnte. Unter der Aufsicht von Jack Clement wurde am 14. November 1956 erstmals Jerry Lee Lewis aufgenommen, und Crazy Arms / End Of the Road kam am 1. Dezember 1956 als Sun #259 auf den Markt.
Eine spontane Jam-Session, bei der die Tonbänder mitliefen, wird retrospektiv als „Million Dollar Quartet“ bezeichnet. Teilnehmer dieser Session am 4. Dezember 1956 waren der gelegentlich noch in den Sun-Studios auftauchende Elvis Presley, der Ende 1955 zu RCA gewechselt hatte, Johnny Cash, Jerry Lee Lewis und Carl Perkins.

## Millionenseller
Der erste millionenfach verkaufte Hit war Blue Suede Shoes / Honey Don’t, komponiert und gesungen von Carl Perkins und veröffentlicht unter Sun #234 am 1. Januar 1956. Zweiter Millionenseller wurde das am 1. Mai 1956 veröffentlichte I Walk the Line / Get Rhythm von Johnny Cash (#241).
Mit Whole Lotta Shakin’ Goin’ On / It’ll Be Me (#267) von Jerry Lee Lewis konnten nach Veröffentlichung am 27. Mai 1957 mit anfangs drei Millionen Umsatz die ersten beiden Millionenseller deutlich übertroffen werden. Lewis war es, der mit Great Balls of Fire / You Win Again (3. November 1957, #281) Sun Records den vierten Millionenseller bescherte. Als im September 1957 noch Raunchy von Bill Justis zur Liste der Sun-Millionenseller hinzukam, war Sun Records zum erfolgreichsten Independent-Label der USA aufgestiegen und bekam auch internationale Bedeutung. Breathless / Down the Line (#288) von Jerry Lee Lewis erschien 1958 und verkaufte sich 500.000 Mal. Insgesamt brachten die Lewis-Platten dem Label neun Goldene Schallplatten ein.

## Der „Sun-Sound“
In den ersten Jahren gab es bei Sun Records kaum Studiomusiker für das Label. Phillips konzentrierte sich auf Rhythm-and-Blues-Musiker, die entweder ihre eigene Band hatten oder von Gruppen befreundeter Musiker begleitet wurden. Einige Musiker wie Joe Hill Louis brauchten nicht einmal eine Hintergrundband.
Trotz heterogener Aufnahmen und unterschiedlicher Gesangsstile können bei vielen Titeln des Sun-Records-Labels Gemeinsamkeiten festgestellt werden. Ab 1955 setzte Phillips verstärkt Session-Musiker ein, die bei fast allen Aufnahmen mitwirkten. Der Sound war bestimmt durch eine Mixtur aus Country- und Rhythm-&-Blues-Elementen, die als „Rockabilly“ bezeichnet wurden.
Mit der Ankunft Billy Lee Rileys bei Sun erschien auch die spätere Studioband, die „Little Green Men“. Die Besetzung der Gruppe variierte, ihr Kern bestand jedoch aus Musikern, die für den typischen „Sun-Sound“ sorgten.
Die nachfolgende Liste bietet einen Überblick über Suns Studiomusiker der 1950er-Jahre:
- Gitarre: Roland Janes (1956–1959), Brad Suggs (1956–1961), Al Hopson
- Bass: Marcus Van Story (1954–1957), Stan Kesler (1956–1959), Marvin Pepper (1956–1957), Jimmy Evans (1956)
- Schlagzeug: Johnny Bernero (1955–1957), Jimmy Van Eaton (1956–1959), Jimmie Lott (1955–1959)
- Klavier: Smokey Joe Baugh (1955–1957), Jimmy Wilson (1956–1958), Jerry Lee Lewis (1956–1957), Charlie Rich (1957–1964)
- Saxophon: Bill Justis (1957–1959)
- Fiddle: Bill Cantrell (1954–1956)
- Steel guitar: Stan Kesler (1954–1959)

### Aufnahmetechnik
Zur Erzeugung eines deutlich hörbaren Echos wurde das sogenannte „Slapback“-Verfahren eines Rückwand-Echos der Tonbandverzögerung angewandt, das bei vielen Sun-Records-Aufnahmen zum Einsatz kam. Der hierbei aufgenommene Sound wird von einem zweiten Tonband mit geringer zeitlicher Verzögerung nochmals aufgenommen. Zudem sind viele Aufnahmen leicht übersteuert, wodurch sie verzerrt wirken. Außerdem war das relativ kleine Studio durch Asbest-Belag so gut isoliert, dass eine kompressionsartige Akustik entstand. Phillips selbst definierte den Sun-Sound als spärliche Instrumentierung kombiniert mit dem richtigen Einsatz der Mikrofone. Echo und Hall dienten hier als Effekte zur Simulation größerer Räumlichkeiten oder wurden als Klangfarbe eingesetzt. Der Wechsel auf zwei Ampex-350-Tonbandgeräte im Jahre 1954 änderte nichts an der Wirkung des Sounds.

## Der Rockabilly entsteht
Rockabilly war zunächst die Übergangsphase zum Rock ’n’ Roll, konnte sich jedoch während der Rock-&-Roll-Ära als eigenständiger Musikstil etablieren. Es handelte sich um eine Mischung von Blues-, Bluegrass- und Country-Musik-Elementen. Viele der weniger bekannten Künstler wie Sonny Burgess, Warren Smith, Charlie Feathers, Billy Lee Riley oder Malcolm Yelvington waren bei Sun Records unter Vertrag und trugen zur Verbreitung dieses Musikgenres bei. Das Label galt deswegen als „Katalysator des Rockabilly“. „Selten Schlagzeug, aber Echo, ein durchschlagender Bass, Mann war das ein Sound!“.

## Konsolidierungsphase
Als Sam Phillips den Plattenvertrag von Elvis Presley zum Verkauf anbot, bekam er erstmals ein Gespür für die Marktwerte seiner Stars. Mitch Miller von Columbia Records hatte 20.000 $ und Ahmet Ertegün von Atlantic Records sogar 25.000 $ hierfür angeboten. Bereits dies waren enorme Summen für damalige Verhältnisse, wenn man bedenkt, dass Presley ein noch relativ unbekannter und wenig erfolgreicher Interpret von regionaler Bedeutung gewesen war. RCA Records bekam schließlich für 35.000 US-Dollar am 21. November 1955 den Zuschlag. „Der Verkauf gab uns die Möglichkeit weiterer Expansion, für die wir dringend Kapital benötigten“, gestand Phillips in einem Interview.
Sun Records wurde ab 15. Januar 1956 um den Produzenten und Komponisten Jack Clement personell verstärkt. Clement übernahm Roy Orbison, der seiner Zeit musikalisch voraus war und mit Orchestern zusammenarbeiten wollte; „Du wirst es aber nie zum Balladensänger schaffen“, prognostizierte ihm Clement. Nächster war Jerry Lee Lewis, mit dem Clement dessen erste und weitere Singles produzierte. Clement war es auch, der das Tonband beim „Million Dollar Quartet“ angestellt hatte.
Im Februar 1958 verließ Carl Perkins das Label und wechselte zu Columbia Records. Es folgte im August 1958 Johnny Cash, dessen archivierte Platten allerdings noch bis Januar 1961 bei Sun Records erschienen. Jerry Lee Lewis verließ erst im Juni 1963 das Label, nachdem er dort über 160 Titel eingespielt hatte.

Bill Justis – Raunchy

Millionenseller kamen von nun an nur noch selten vor. Alt-Saxofonist Bill Justis schrieb zusammen mit seinem Gitarristen den Instrumentaltitel Raunchy (ein Ausdruck der damaligen Jugend für „liederlich, ungezogen, ungehörig“), der im September 1957 beim gerade gegründeten Tochterlabel Phillips International erschien. Der optimale Erfolg blieb ihm nicht beschieden, da parallel auch eine Version von Ernie Freeman auf den Markt kam, der mit Rang 2 einen Platz besser in den R&B-Charts notiert wurde als das Original.
Die großen Erfolge stellten sich nicht mehr ein, und Phillips konnte keinen angemessenen Ersatz für die abgewanderten Stars auftreiben. 1958 war Charlie Rich zum Label gekommen. Phillips legte sich ab Februar 1960 ein neues Tonstudio mit Stereo-Technik in der 639 Madison Avenue zu, das als Ersatz für sein bisheriges Studio fungierte. Im Februar 1961 eröffnete er zusätzlich ein Studio in Nashville. Mit dem Aufkommen der Girlgroups und später der Beatmusik konnte Sun Records die jugendlichen Käuferschichten nicht mehr mit Rockabilly überzeugen. Ab 1961 vergrößerten sich die zeitlichen Abstände der Veröffentlichung von Sun-Singles deutlich, im Jahre 1964 kamen lediglich noch sechs Singles auf den Markt, 1965 waren es vier, die letzte Single kam mit Sun #407 im Januar 1968 auf den Markt. Zwischenzeitlich war in Memphis mit den Stax-Studios auch ein neuer Memphis-Sound entstanden, der den Sun-Sound übergangslos ersetzt hatte. Im Studio selber wurden 1980 für Illegal Records die Aufnahmen für Songs the Lord Taught Us von The Cramps aufgenommen.

## Verkauf des Labels
Sun Records war eine auf Singles spezialisierte Plattenfirma, deren Katalog aus über 300 Singles bestand, eingeschlossen hierin die beim Tochterlabel Phillips International entstandenen Singles. Lediglich zwölf Alben (und acht beim Tochterlabel Phillips International) wurden veröffentlicht.
Am 1. Juli 1969 verkaufte Phillips den kompletten Label-Katalog an den ehemaligen Mercury-Produzenten Shelby Singleton, der den Kaufpreis von einer Million Dollar aus den Erlösen seines Crossover-Millionensellers Harper Valley P.T.A. von Jeannie C. Riley auf seinem Plantation-Label finanziert hatte. Singleton, der für eine regelmäßige und diskografisch sorgfältige Veröffentlichung des Sun-Records-Katalogs und auch der bisher unveröffentlicht gebliebenen Aufnahmen gesorgt hatte, starb am 7. Oktober 2009. „Ich konnte mit den großen Plattenfirmen nicht mithalten und sah gleichzeitig mein Plattenlabel auseinanderbrechen“, sagte Phillips dem Buchautor Peter Guralnick. „Meine Mission war es, aus einer Person herauszuholen, was drin war. Es galt, die einzigartige innere Qualität zu erkennen und den Schlüssel zu finden, sie zu erschließen.“
Das Sun Studio wurde 1987 als Museum und reguläres Tonstudio wiedereröffnet, und U2 war eine der ersten Bands, die hier aufnahmen.

## Künstler des Labels
| Dixie Fried von Carl Perkins |

- Ed Bruce
- Sonny Burgess
- Johnny Cash
- Ernie Chaffin
- Jack Earls
- Billy Emerson
- Charlie Feathers
- Hardrock Gunter
- Roy Hall
- Ray Harris
- Howlin’ Wolf
- B. B. King
- Sleepy LaBeef
- Jerry Lee Lewis
- Little Milton
- Roy Orbison
- Carl Perkins
- Elvis Presley
- The Prisonaires
- Slim Rhodes
- Charlie Rich
- Billy Lee Riley
- Ray Smith
- Warren Smith
- Rufus Thomas
- Conway Twitty
- Malcolm Yelvington